# Воден (1934)
„Воден“ (изписване до 1945 година: „Воденъ“) с подзаглавие Периодическо списание на секция „Мане Накашев“ – Сес Севмес при Македонската младежка организация „Бр. Миладинови“ – Варна е българско списание, излизало във Варна, България.
Излиза в единствен брой през януари 1934 година под редакцията на Калин Костадинов и Калин Д. Калинов. Печата се в печатница „Кънчо Николов“ в тираж от 1000 броя. Изданието съдържа материали в памет на Мане Накашев, убит на 21 януари 1933 година във Варна. Като приложение има портрет на Накашев. Съдържа материали също така и за Кузман Шапкарев и Александър Балабанов.
| Годишнина | Броеве | Дата        |
| --------- | ------ | ----------- |
| I         | 1      | януари 1934 |